# Laurens Devos
Laurens Devos, né le 15 août 2000, est un joueur de tennis de table belge. Aux Jeux paralympiques d'été de 2016 à Rio de Janeiro, il remporte la médaille d'or dans la Classe 9 (pour les joueurs avec une hémiparésie) de la compétition de tennis de table, alors qu'il n'a que 16 ans. Il remporte à nouveau le titre en 2021 à Tokyo, et en 2024 à Paris.

## Biographie
Laurens Devos vit à Oostmalle,. Il est le fils de Mario Devos et Christel et a deux frères et une sœur jumelle, Isabel. Son frère Robin Devos, de six ans son aîné, est devenu, le 14 septembre 2016, le deuxième joueur (valide) belge de tennis de table, classé numéro 119 au Classement Mondial.
À cause d'un manque d'oxygène à la naissance, Laurens Devos souffre d'une légère hémiplégie qui entraîne une perte de la mobilité sur le côté droit de son corps,. Il joue de la main gauche. Il étudie à la Topsportschool à Louvain, où il est le seul étudiant avec un handicap. Laurens Devos a été classé numéro 2 mondial dans sa catégorie avant d'aller aux Jeux paralympiques. En 2014, il remporte le GDF Suez Trophée (le prix du meilleur jeune espoir Belge para-athlète). En 2015, il remporte les Championnats d'Europe à Vejle, au Danemark. Il est le champion national de tennis de table dans sa catégorie d'âge (catégorie personnes valides).
Avec sa victoire sur le Néerlandais Gerben Last en trois sets consécutifs, Devos devient le plus jeune joueur de l'histoire à remporter l'or en tennis de table aux Jeux paralympiques.
À l'ITTF Star Awards de 2016, Devos remporte la Male Para Table Tennis Star (Étoile Masculine de Tennis de Table), le prix pour le joueur paralympique de tennis de table de l'année.
Devos atteint le premier tour des Championnats du monde junior de tennis de table 2016, avant de perdre 4-3 face à l'Autrichien Andreas Levenko.
Le 17 décembre 2016, Devos est nommé athlète de l'année lors de la cérémonie du Sportif belge de l'année.
Il conserve son titre paralympique aux Jeux de 2021 à Tokyo et de 2024 à Paris.

## Palmarès

### Jeux paralympiques
- 2016 (Rio de Janeiro) :  Médaille d'or C9
- 2021 (Tokyo) :  Médaille d'or C9
- 2024 (Paris) :  Médaille d'or C9